# العلاقات الإسرائيلية التركية
العلاقات الإسرائيلية التركية هي العلاقات الثنائية بين إسرائيل وجمهورية تركيا. تم إضفاء الطابع الرسمي على العلاقات الإسرائيلية التركية في مارس 1949، عندما كانت تركيا أول دولة ذات أغلبية مسلمة تعترف بدولة إسرائيل. أعطى كلا البلدين أولوية عالية للتعاون العسكري والاستراتيجي والدبلوماسي، مع مشاركة المخاوف فيما يتعلق بعدم الاستقرار الإقليمي في الشرق الأوسط. ومع ذلك، تدهورت العلاقات بين البلدين بشكل متزايد في العقد الماضي، حيث توترت العلاقات مرة أخرى بعد عملية طوفان الأقصى وحرب إسرائيل على غزة، حيث أدانت تركيا إسرائيل. وفي 13 نوفمبر 2024، أعلن الرئيس أردوغان أن تركيا قطعت جميع علاقاتها الدبلوماسية مع إسرائيل بسبب إحجام إسرائيل عن إنهاء الحرب في غزة.
في 1958، وقع رئيس الوزراء الإسرائيلي دافيد بن غوريون ورئيس الوزراء التركي عدنان مندريس اتفاقية تعاون ضد التطرف ونفوذ الاتحاد السوفيتي في الشرق الأوسط. ترتبط جمهورية تركيا ودولة إسرائيل بعلاقات اقتصادية وعسكرية متميزة. وفي 1986 عينت الحكومة التركية سفيراً كقائم بالأعمال في تل أبيب. وفي 1991، تبادلت الحكومتان السفراء، وفي فبراير وأغسطس 1996، وقعت حكومتا تركيا وإسرائيل اتفاقيات تعاون عسكري. وقد وقع رئيس الأركان التركي الجنرال تشفيق بير على تشكيل مجموعة أبحاث إستراتيجية مشتركة، ومناورات مشتركة بين جيشي البلدين، منها تدريب عروس البحر المعتمد عليها، وهي تدريبات بحرية بدأت في يناير 1998، والعملية أورتشارد للقوات الجوية لكلا البلدين، كما يوجد مستشارون عسكريون إسرائيليون في القوات المسلحة التركية. وتشتري جمهورية تركيا من إسرائيل العديد من الأسلحة وكذلك تقوم دولة إسرائيل بتحديث الجيش التركي من دبابات وطائرات حربية.
ومنذ 1 كانون الثاني/يناير 2000، أصبحت اتفاقية التجارة الحرة الإسرائيلية التركية سارية.

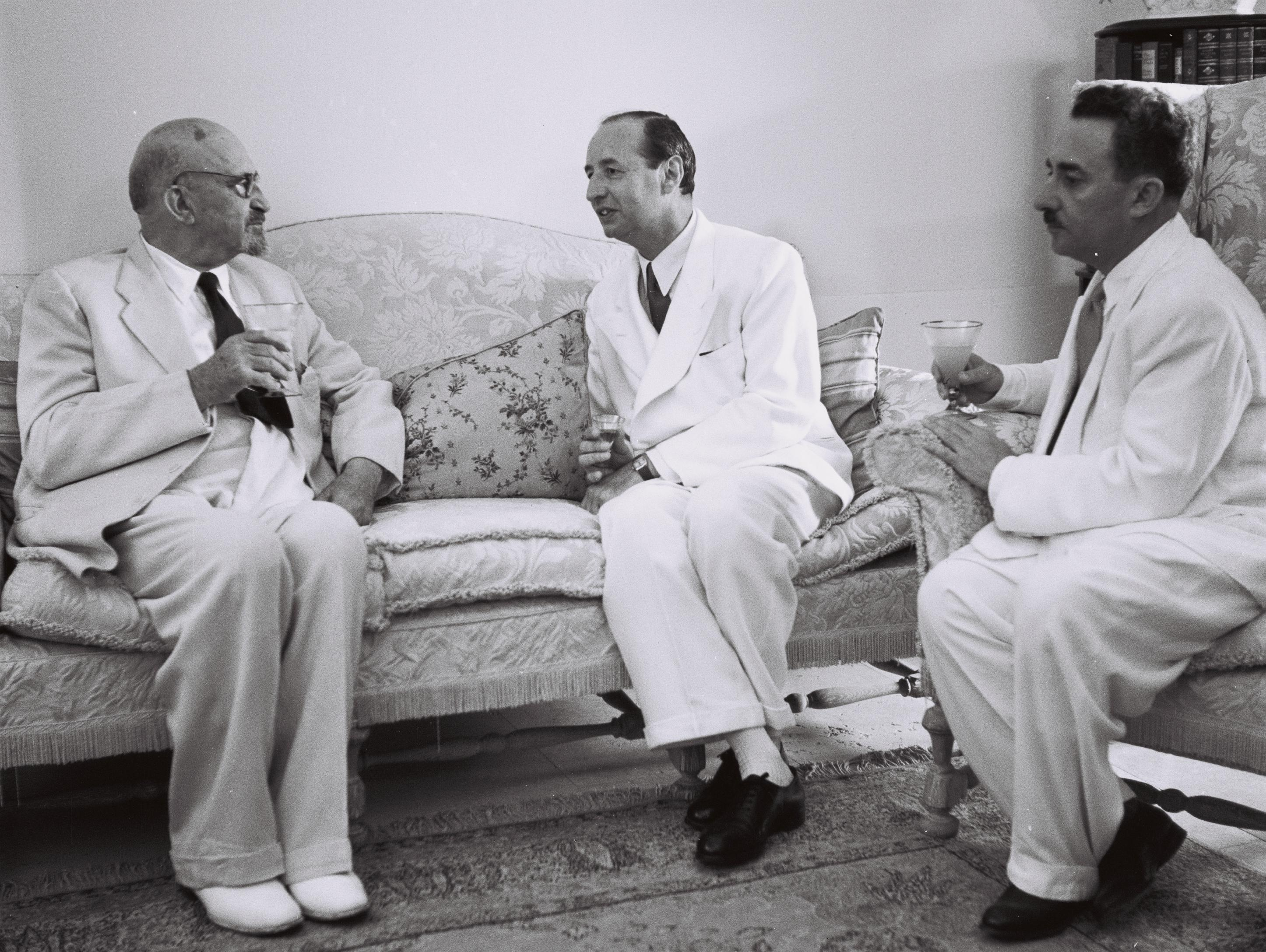
3 يوليو 1950، سيف الله إسين، أول سفير تركي في دولة إسرائيل، يتحدث مع الرئيس الإسرائيلي حاييم وايزمان، وزير الخارجية الإسرائيلي موشيه شاريت، عقب حفل تقديم أوراق اعتماده في رحوفوت. ومنذ ذلك الحين أصبح إسين مدافعاً قوياً عن إسرائيل في تركيا.

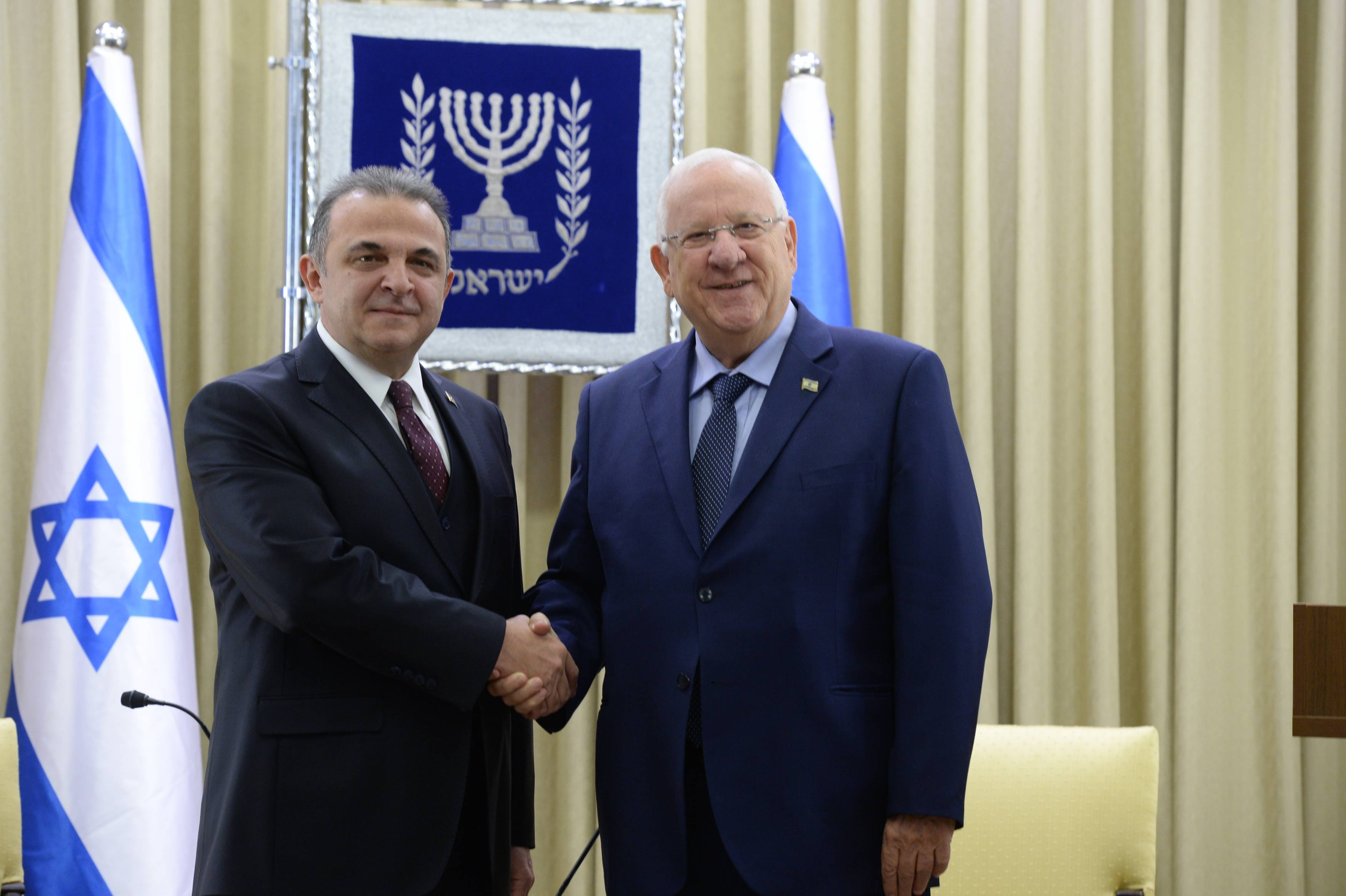
قدم السفير التركي في إسرائيل كمال أوكيم خطاب اعتماده إلى رئيس إسرائيل رؤوفين ريفلين في 12 ديسمبر 2016.

## نظرة عامة

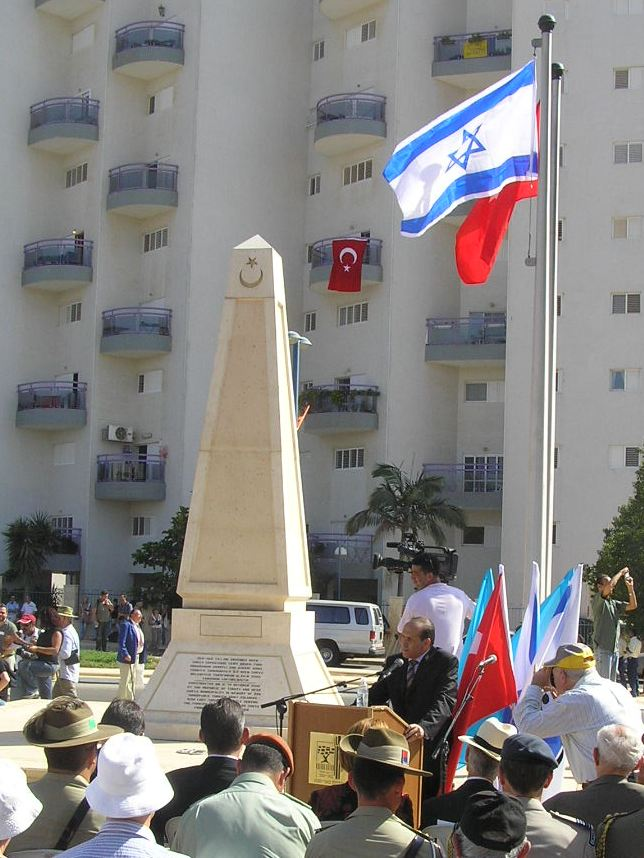
الذكرى التسعين لمعركة بئر السبع في الحرب العالمية الأولى: مراسم إحياء ذكرى الجنود العثمانيين الذين سقطوا - كلمة السفير التركي في إسرائيل

في عام 1999 ذكرت صحيفة نيويورك تايمز أن الشراكة الاستراتيجية بين تركيا وإسرائيل قادرة على تغيير سياسات الشرق الأوسط، فقد ازدهرت التجارة والسياحة بينهما، ومارست القوات الجوية الإسرائيلية مناورات في المجال الجوي التركي، وكان الفنيون الإسرائيليون يحدثون الطائرات المقاتلة التركية، وكانت هناك خططٌ للتعاون في مجالي التكنولوجيا الفائقة وتقاسم المياه.
في عام 2005 قام رجب طيب أردوغان بزيارة رسمية لإسرائيل، وكان يأمل في لعب دور في الصراع العربي الإسرائيلي، ولكن تدهورت العلاقات بعد ذلك بعد الحرب على غزة 2008–09 وحادثة أسطول الحرية 2010، وفي مارس 2013، اعتذرت إسرائيل عن الغارة في محاولة منها لفتح بابٍ لتطبيع العلاقات. في أكتوبر 2013 تم الكشف عن عملاء إسرائيليين في إيران، وزُعِم أن تركيا متورطة في كشف هذا الأمر مما أدى إلى مزيد من التدهور بين تركيا وإسرائيل. في ديسمبر 2015 عُقد اجتماع سري بين تركيا وإسرائيل للتفاوض حول إعادة العلاقات الدبلوماسية، وقد توصلوا إلى اتفاق في 27 يونيو 2016 لبدء تطبيع العلاقات.
في ديسمبر 2017 هدد أردوغان بقطع العلاقات مرة أخرى بسبب اعتراف الولايات المتحدة بالقدس عاصمةً لإسرائيل، إلا أن هذا لم يحدث حتى الآن.

## التاريخ
رحبت الدولة العثمانية باللاجئين اليهود بسبب جهود السلطان بايزيد الثاني، والذي ساعد في نجاة اليهود في أوقاتٍ عصيبة، ولذلك كان اليهود يدينون بالولاء للدولة العثمانية، وقد فر الكثير من اليهود إلى الدولة العثمانية عند اندلاع الثورات في البلقان ضد العثمانين في نفس الوقت الذي عانى فيه اليهود من اضطهاد شديد في الإمبراطورية الروسية وأوروبا الغربية. طلب تيودور هرتزل من السلطان عبد الحميد الثاني أرض فلسطين حتى يحققوا حلمهم بالعودة إلى صهيون لكن السلطان رفض ذلك وبشدة.
مع صعود القومية التركية في أواخر القرن التاسع عشر، بدأ اليهود يواجهون الضغوطات حيث كانت حكومة تركيا الفتاة مصممة على تتريك جميع الرعايا غير الأتراك بما فيهم اليهود. مع اندلاع الحرب العالمية الأولى بدأت الدولة العثمانية تفقد تسامحها تجاه اليهود، وقامت بالتضييق عليهم علنا ورحّلت بعض الرعايا اليهود الذين اتُّهموا بالتعاون مع الإمبراطورية البريطانية كما كان يُشتبه في بعض اليهود أنهم عملاء للروس حيث كان معظم اليهود الذين هاجروا إلى فلسطين حينئذٍ من روسيا مما أدى في النهاية إلى ترحيلهم أيضًا على الرغم من محاولات دافيد بن غوريون وإسحاق بن تسفي للتحالف مع الأتراك. ازداد عداء اليهود ضد الدولة العثمانية فقاموا بإنشاء نيلي وهي شبكة تجسس يهودية تقاتل العثمانيين وقد كُشف عنها عام 1917 وقد تدخلت ألمانيا والفاتيكان سياسيًا حتى تمنعا العثمانيين من معاقبة هذه الشبكة التجسسية. كانت آخر حلقة في سلسلة العداء بين العثمانيين واليهود هو ترحيل الأجانب من تل أبيب ويافا الذي قام به جمال باشا ردًا على الخلية التجسسية، وقد انتهى الصراع العثماني اليهودي بسقوط آلاف القتلى من اليهود مما جعل لهذه الأحداث تأثيرًا في الوقت الحالي على العلاقات بين إسرائيل وتركيا.

### التعاون الإستراتيجي

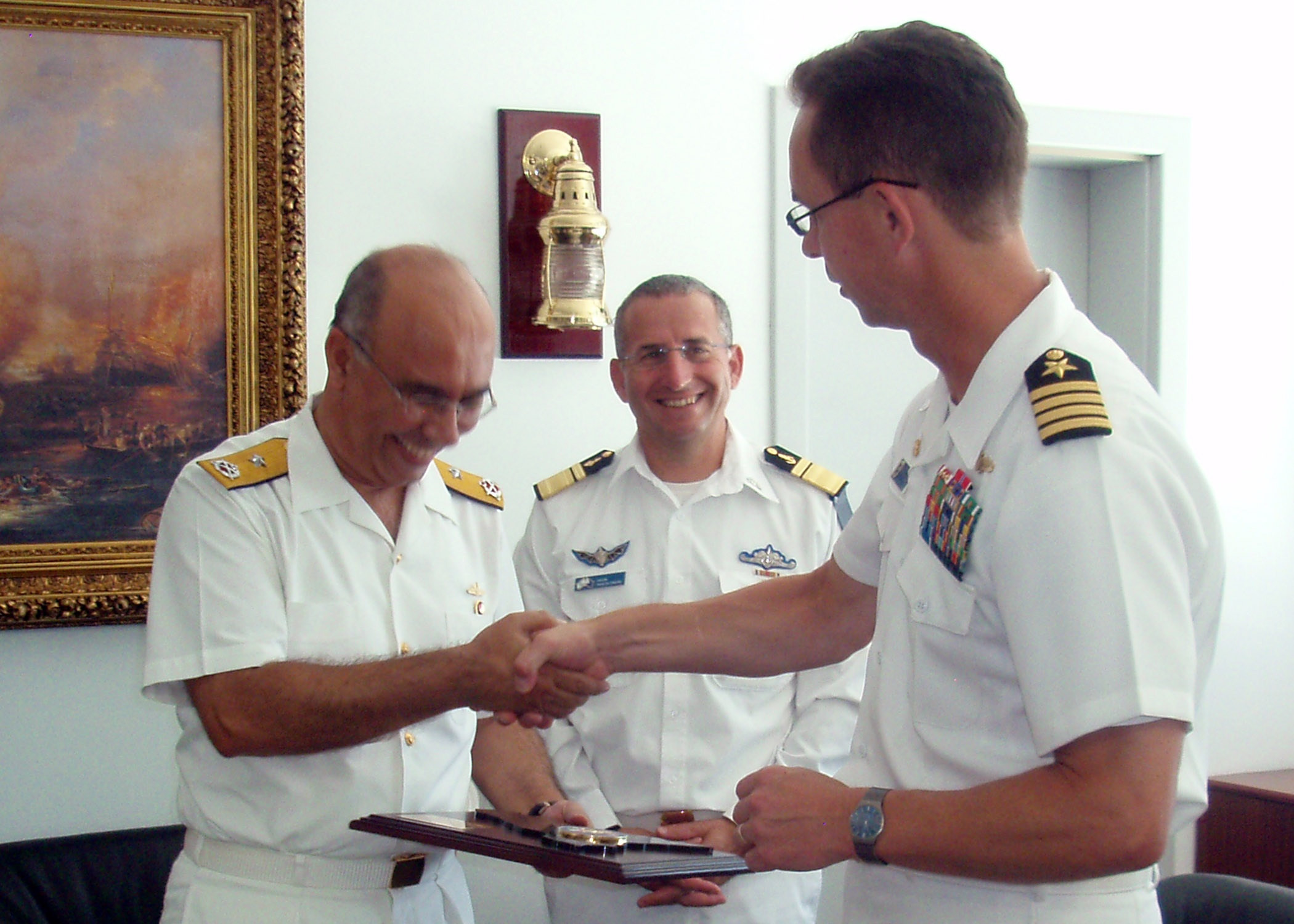
التعاون البحري الإسرائيلي-التركي، 2009: جون مور من البحرية الأمريكية، أميرال المؤخرة التركي إسماعيل طايلان، وأميرال المؤخرة الإسرائيلي روم روتبرك.

### التحالف العسكري
- تحديث F - 4 فانتوم تركيا وطائرات F - 5 بتكلفة 900 مليون دولار.
- ترقية 170 من دبابات M60A1 لتركيا 500 مليون دولار.
- بوب - I وصواريخ بوباي - II.
- 400 كم (250 ميلا) مجموعة دليلة صواريخ كروز.
- بوب - II سطح جو من طراز صواريخ مقابل 150 مليون دولار.
- السهم المضاد للصواريخ الباليستية للصواريخ. (متفق عليه من قبل إسرائيل. إقرار. الولايات المتحدة ينتظر)
- 400 كم (250 ميلا) مجموعة دليلة صواريخ كروز. (التفاوض)

وينص الاتفاق على تبادل الطيارين ثماني مرات في السنة؛ يسمح الطيارين الإسرائيليين لممارسة «طويلة المدى وحلقت فوق الأراضي الجبلية» في نطاق تركيا إطلاق قونية، ورخص الطيارين التركية للتدريب في نطاق إسرائيل إطلاق المحوسبة في مطار نيفاتيم (Nechmani، 1998. : 24 ؛ بايبس، 1997 34)
أجرت مناورات البحريتين خلال عملية ميرميد متكل (الولايات المتحدة وشاركت أيضا) في كانون الثاني/يناير 1998.

## العلاقات الدبلوماسية

### الاتصالات الأولية
على الرغم من أن تركيا صوتت ضد خطة الأمم المتحدة لتقسيم فلسطين، فقد اعترفت تركيا بدولة إسرائيل في عام 1949. وكانت أول بعثة دبلوماسية لتركيا في إسرائيل «مفوضًا» وتم افتتاحها رسميًا في 7 يناير 1950 وأول رئيس بعثة تركية، سيف الله ايسن. عرض ايسن أوراق اعتماده لحاييم وايزمان، رئيس إسرائيل. ومع ذلك، تم تخفيض رتبة المفوضية التركية إلى مستوى «القائم بالأعمال» بعد قيام إسرائيل بالمشاركة في العدوان الثلاثي على مصر في 26 نوفمبر 1956.
في عام 1958، التقى رئيس الوزراء الإسرائيلي دافيد بن غوريون ورئيس الوزراء التركي عدنان مندريس سرًا لمناقشة «اتفاقية هامشية» تضمنت حملات علاقات عامة وتبادل معلومات استخبارية ودعم عسكري. في عام 1967، انضمت تركيا إلى الإدانة العربية لإسرائيل بعد حرب الأيام الستة ودعت إلى انسحاب إسرائيل من الأراضي المحتلة لكنها امتنعت عن التصويت لصالح بند يشير إلى إسرائيل على أنها «دولة معتدية». في اجتماع لمنظمة المؤتمر الإسلامي في الرباط بالمغرب، عارضت تركيا قرارًا يدعو إلى قطع العلاقات الدبلوماسية مع إسرائيل.
نتيجة للتطورات الإيجابية في العلاقات الثنائية، تمت ترقية البعثة التركية في تل أبيب إلى مستوى «مفوض» في تموز / يوليو 1963 ورفعها إلى مستوى «سفارة» اعتبارًا من كانون الثاني / يناير 1980.
عند قيام إسرائيل بضم القدس الشرقية وإعلان القدس عاصمتها الأبدية، تم خفض التمثيل إلى مستوى «سكرتير ثان» في 30 نوفمبر 1980.

### خلال التسعينيات
أتاح المناخ الإيجابي لعملية السلام الإسرائيلية الفلسطينية في أوائل التسعينيات من القرن الماضي؛ رفع العلاقات الدبلوماسية المتبادلة مرة أخرى إلى مستوى السفراء، وقدم سفير تركي أوراق اعتماده إلى الرئيس حاييم هرتسوغ، في 23 مارس 1992، في تل أبيب.
احتفظت إسرائيل ببعثتين دبلوماسيتين في تركيا: تقع سفارتها في العاصمة أنقرة، وتقع قنصليتها العامة في إسطنبول، أكبر مدن تركيا. حتى انخفاض مستوى العلاقات مؤخرًا، كان السفير الإسرائيلي في تركيا هو غابي ليفي، وكان القنصل العام الإسرائيلي هو مردخاي عميحاي. هذه البعثات هي المسؤولة عن الشؤون الإسرائيلية القنصلية لـ مرمرة، إيجة، تراقيا الشرقية والجزء الغربي من البحر الأسود مناطق تركيا.

### بعد صعود حزب العدالة والتنمية

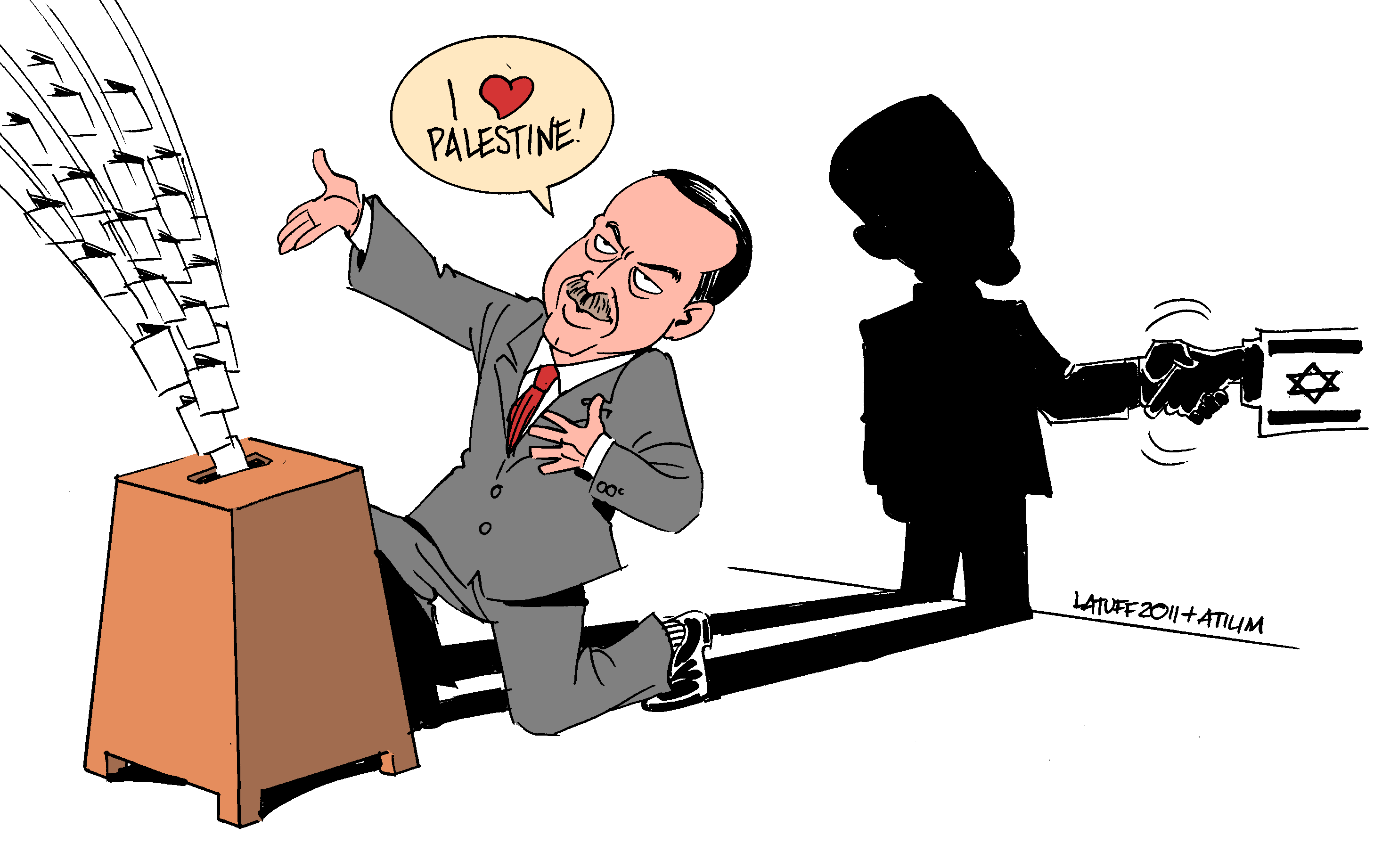
رسم كاريكاتوري لرجب طيب أردوغان حول الصراع الإسرائيلي الفلسطيني، بقلم كارلوس لطوف.

في انتخابات عام 2002 في تركيا، حقق حزب العدالة والتنمية، فوزًا ساحقًا. زار رئيس الوزراء رجب طيب أردوغان إسرائيل في عام 2005 عارضا أن يكون وسيطا للسلام في الشرق الأوسط ويتطلع إلى بناء علاقات تجارية وعسكرية. أحضر أردوغان مجموعة كبيرة من رجال الأعمال في رحلته التي استغرقت يومين، والتي تضمنت محادثات مع رئيس الوزراء أرييل شارون والرئيس موشيه كاتساف. كما وضع أردوغان إكليلاً من الزهور على النصب التذكاري للهولوكوست، ياد فاشيم. قال أردوغان لشارون إن حزبه العدالة والتنمية يعتبر معاداة السامية باعتبارها «جريمة ضد الإنسانية». وأضاف أن طموحات إيران النووية تشكل تهديدا ليس فقط لإسرائيل ولكن «للعالم بأسره».
في أوائل عام 2006، وصفت وزارة الخارجية الإسرائيلية علاقات بلادها مع تركيا بأنها «مثالية». تم تطوير منطقة صناعية إسرائيلية فلسطينية مشتركة تحت رعاية تركيا. ألقى الرئيس الإسرائيلي شيمون بيريز ورئيس السلطة الفلسطينية محمود عباس كلمة أمام الجمعية الوطنية الكبرى لتركيا بعد يوم واحد. ووصف بيريز تركيا بأنها «لاعب مهم في الشرق الأوسط بالنسبة للولايات المتحدة وسوريا والفلسطينيين وكذلك نحن». بحسب تقرير في جيروزاليم بوست قالت متحدثة باسم وزارة الخارجية السورية إن تركيا تعمل كـ«قناة اتصال» بين سوريا وإسرائيل.
في زيارة استمرت ثلاثة أيام لأنقرة في نوفمبر 2007، التقى الرئيس الإسرائيلي شيمون بيريز بالرئيس التركي عبد الله جول، وألقى كلمة أمام الجمعية الوطنية الكبرى لتركيا. وعد غول تقديم المساعدة للإفراج عن ثلاثة جنود إسرائيليين مخطوفين وهم: جلعاد شاليط، ايهود غولدفاسر والداد ريغيف.

#### تدهور العلاقات
أدت إدانة الحكومة التركية للنزاع بين إسرائيل وغزة 2008-2009 إلى توتر العلاقات بين البلدين. في ديسمبر 1987، أعلنت تركيا بالفعل دعمها لحق الفلسطينيين في تقرير المصير. وكانت تركيا قد نددت في عام 2004 باغتيال إسرائيل للشيخ أحمد ياسين. ووصفت السياسة الإسرائيلية في قطاع غزة بأنها «إرهاب ترعاه الدولة». كانت هناك مظاهرات في جميع أنحاء تركيا ضد الأعمال الإسرائيلية في غزة.
في 5 مارس 2009، ذكرت صحيفة هآرتس الإسرائيلية اليومية أن «محادثات المصالحة السرية على أعلى مستوى» قد عقدت لإعادة العلاقات الإسرائيلية التركية إلى مسارها الصحيح. تم الاستشهاد بهذا التقرير في الصحافة التركية.
في 11 أكتوبر 2009، كان من المقرر أن تضم تركيا وإسرائيل والولايات المتحدة وإيطاليا مناورة جوية عسكرية. ومع ذلك، منعت تركيا إسرائيل من التدريبات العسكرية لنسر الأناضول.
في تشرين الأول (أكتوبر) 2009، بعد حظر تركيا مشاركة إسرائيل في مناورة نسر الأناضول العسكرية، اعترض رئيس الوزراء الإسرائيلي بنيامين نتنياهو على تركيا كوسيط، قائلاً «لا يمكن لتركيا أن تكون وسيطًا نزيهًا» بين سوريا وإسرائيل.

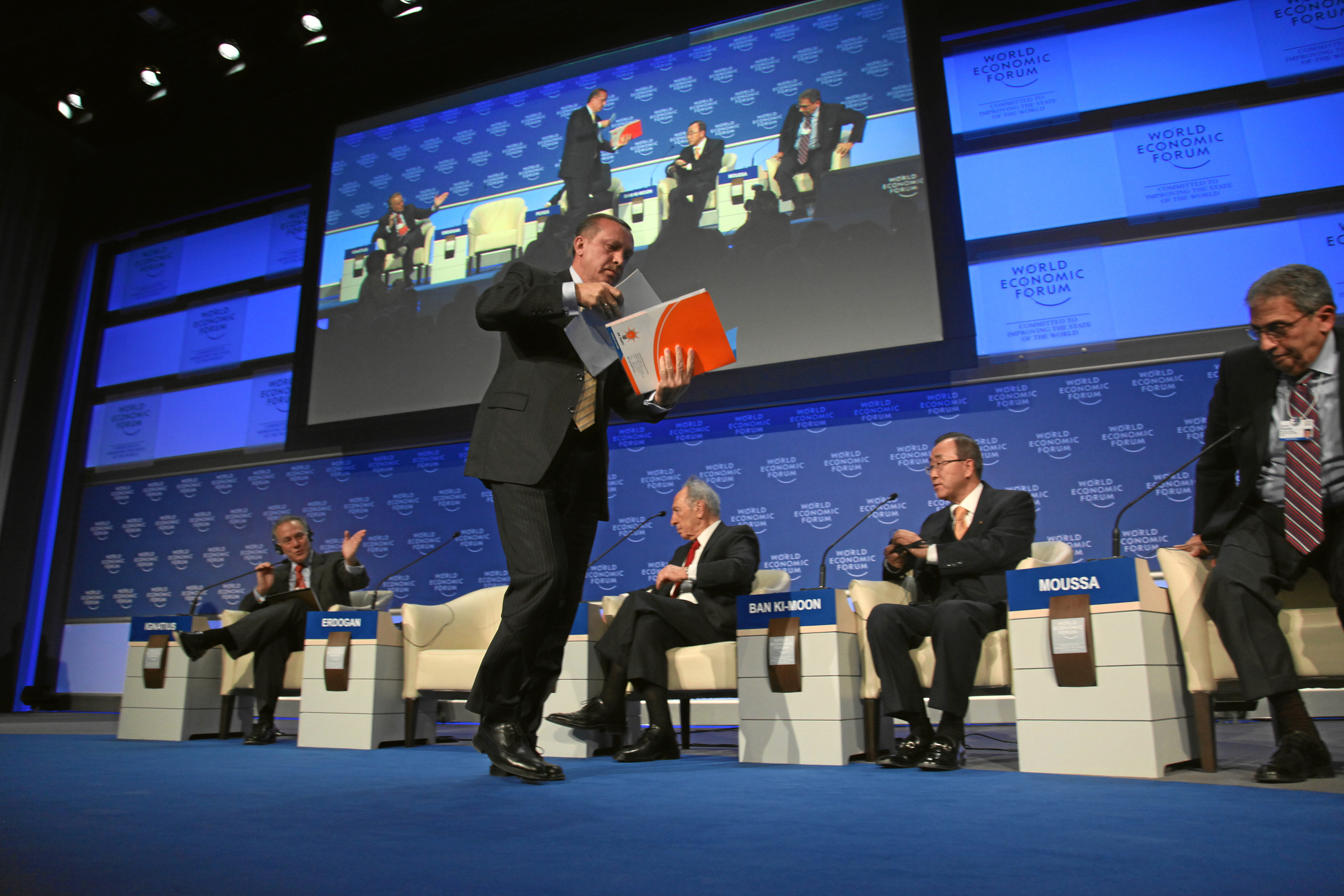
رئيس الوزراء التركي رجب طيب أردوغان ينتقد السياسة الإسرائيلية ويغادر المنتدى الاقتصادي العالمي في دافوس بسويسرا.

انتقد أردوغان بشدة سلوك إسرائيل في غزة في مؤتمر المنتدى الاقتصادي العالمي في دافوس، سويسرا في يناير 2009. بعد أن صفق الجمهور المجتمع لبيريس، قال أردوغان: «أجد أنه من المحزن جدًا أن يصفق الناس لما قلته. لقد قتلت الناس وأعتقد أن هذا خطأ كبير». طلب المنسق، كاتب العمود في صحيفة واشنطن بوست، ديفيد إغناتيوس، من أردوغان الانتهاء، قائلاً إن الناس بحاجة إلى تناول العشاء. اشتكى أردوغان من حقيقة أنه مُنح 12 دقيقة للتحدث، بينما تحدث بيريس لمدة 25 دقيقة. ثم شرع أردوغان في مغادرة المنصة.
في أكتوبر 2009، Ayrılık، وهو وقت الذروة لمشاهدة المسلسلات في تركيا وعلى قناة TRT 1 عرضت مشاهد الجنود الإسرائيليين وهم يقومون بإطلاق النار على الأطفال الفلسطينيين واساءة معاملة العرب المسنين. انتقد وزير الخارجية الإسرائيلي أفيغدور ليبرمان البرنامج، ووبخ السفير التركي أمام وسائل الإعلام المتجمعة. اعتذر ليبرمان بعد ذلك بعد أن هددت تركيا بسحب سفيرها.
بعد أن قام زعيم حماس خالد مشعل بزيارة رسمية إلى تركيا، بدأت العلاقات تهدأ. في يناير 2010، احتجت إسرائيل على حلقة («كمين») من المسلسل التركي «وادي الذئاب» تصور المخابرات الإسرائيلية وهي تتجسس داخل تركيا وتخطف الأطفال الأتراك. ويصور المسلسل هجومًا وهميا للموساد على السفارة التركية في تل أبيب حيث تم احتجاز السفير وعائلته كرهائن. في 11 يناير 2010، التقى نائب وزير الخارجية الإسرائيلي داني أيالون بالسفير التركي أحمد أوغوز تشيليكول، الذي كان جالسًا على كرسي أقل من كرسي أيالون. يُزعم أن أيالون التفت إلى مساعده وقال ساخرًا:«الشيء الرئيسي هو أن ترى أنه جالس منخفضًا وأننا مرتفعون... وأن هناك علمًا واحدًا على الطاولة (العلم الإسرائيلي) وأننا لا نبتسم.»
واتهم موشيه يعلون، وزير الشؤون الإستراتيجية الإسرائيلي تركيا بالتعاون مع حماس وإيران. وبحسب الشاباك، أنشأت حماس موقع قيادة في تركيا واستخدمته لتجنيد النشطاء والإشراف على العمليات في الشرق الأوسط. أفاد ديفيد إغناتيوس أنه في عام 2012، كشفت تركيا عن أسماء عملاء الموساد لإيران.

#### حادث أسطول غزة
في 31 مايو 2010، قُتل تسعة نشطاء (ثمانية مواطنين أتراك وواحد تركي أمريكي يحمل جنسية مزدوجة) وأصيب عدد آخر بجروح على أيدي القوات الإسرائيلية وأصيب سبعة جنود إسرائيليين بجروح على مافي مرمرة، وهو جزء من «أسطول الحرية لغزة»، على قافلة من ست سفن تحمل 663 شخصًا من 37 دولة، بما في ذلك نشطاء مؤيدون للفلسطينيين. بعد الغارة التي وقعت في البحر الأبيض المتوسط في المياه الدولية، تصاعد التوتر بين البلدين، كانت إحدى السفن المشاركة ترفع العلم التركي. ووصف رئيس الوزراء التركي أردوغان الغارة بأنها «إرهاب دولة» استدعت تركيا سفيرها من إسرائيل، واستدعت السفير الإسرائيلي للمطالبة بتوضيح، وذكرت وزارة الخارجية التركية أن الحادث قد يؤدي إلى عواقب لا يمكن إصلاحها في العلاقات الثنائية.
في 2 سبتمبر 2011، خفضت تركيا العلاقات الدبلوماسية مع إسرائيل وعلقت التعاون العسكري بعد أن أصدرت الأمم المتحدة تقريرها عن غارة مافي مرمرة. وقال بيان لمكتب رئيس الوزراء الإسرائيلي إن «إسرائيل تأمل في إيجاد طريقة لتجاوز الخلاف وستواصل العمل من أجل هذا الهدف». طالبت تركيا باعتذار وتعويض إسرائيليين في 31 مايو 2010 عن حادثة مافي مرمرة التي قتل فيها ثمانية مواطنين أتراك ورجل أمريكي من أصل تركي عندما اقتحمت الكوماندوز الإسرائيلي السفينة. رفضت الحكومة الإسرائيلية إعطاء واحدة.
في سبتمبر 2011، طردت تركيا السفير الإسرائيلي بعد أن وجد تقرير للأمم المتحدة أن الحصار المفروض على غزة كان قانونيًا وفقًا للقانون الدولي على الرغم من استخدام القوة المفرطة عند صعود السفينة. صرح مسؤولون إسرائيليون أنهم يأملون في استعادة العلاقات لكنهم أكدوا أنهم لن يعتذروا. أشادت حماس بقرار تركيا.
وندد كمال كيليجدار أوغلو، زعيم المعارضة التركية بتخفيض العلاقات مع إسرائيل، قائلاً «لا فائدة من ذلك ولا داعي للمخاطرة بمصلحتنا بعمل تافه». فاروق لوغوغلو، نائب رئيس حزب الشعب الجمهوري المعارض، انتقد أردوغان، قائلاً إن «احتمال أن يكون الحزب (الحاكم في تركيا) قد دفع تركيا إلى حافة صراع ساخن أمر محزن وغير مقبول». صرح ألون ليل، السفير الإسرائيلي السابق في تركيا، أنه من غير المحتمل أن تخترق القوات التركية المياه الإسرائيلية، لكنه توقع أن تركيا قد تعطل صادرات الغاز الإسرائيلية المستقبلية إلى قبرص وحذر من تحالف تركي مصري جديد يمكن أن يعزل إسرائيل في المتوسطى.
وتوقع وزير الدفاع الإسرائيلي إيهود باراك أن يمر الصدع في الوقت المناسب. في الجمعية العامة للأمم المتحدة في سبتمبر 2011، طلب الرئيس الأمريكي باراك أوباما من أردوغان حل الأزمة مع إسرائيل.

#### مزيد من الإجراءات التركية (2012-13)
دعت وزارة الخارجية التركية المجتمع الدولي والأمم المتحدة إلى اتخاذ المبادرات اللازمة لوقف العملية العسكرية الإسرائيلية في غزة أواخر عام 2012، والتي وصفتها بأنها مثال آخر لسياسات إسرائيل العدائية. ورأى وزير الخارجية التركي أحمد داود أوغلو في هذا الهجوم «جرائم إسرائيلية أخرى». اتهم رئيس الوزراء التركي رجب طيب أردوغان الأمم المتحدة في 19 نوفمبر / تشرين الثاني بالفشل في التصرف حيال القصف الجوي الإسرائيلي المميت لقطاع غزة، واصفًا إسرائيل بـ «دولة إرهابية» «تقتل الأطفال الأبرياء».
خلال خطابه في فيينا في 1 آذار / مارس 2013 في حدث للأمم المتحدة، كرس رئيس الوزراء التركي رجب طيب أردوغان الحوار بين الغرب والإسلام، وشجب تصاعد العنصرية في أوروبا وحقيقة أن العديد من المسلمين "الذين يعيشون في دول غير بلادهم". الخاصة "غالبًا ما تواجه تمييزًا شديدًا. ووصف أردوغان الصهيونية بأنها "جريمة ضد الإنسانية" قائلاً: "من الضروري أن نعتبر - تمامًا مثل الصهيونية أو معاداة السامية أو الفاشية - الإسلاموفوبيا". في مقابلة مع يورونيوز، قال شمعون بيريز أن تصريحات أردوغان مبنية على الجهل وأنها تثير نيران الكراهية. في 20 مارس، بدأ أردوغان زيارة رسمية إلى الدنمارك في محاولة لتوضيح ملاحظاته التي أدلى بها في 27 فبراير في مؤتمر للأمم المتحدة في فيينا مشيرًا إلى الصهيونية كجريمة ضد الإنسانية. وقال أردوغان في مقابلة مع صحيفة بوليتيكن الدنماركية: "لا ينبغي لأحد أن يسيء فهم ما قلته. الكل يعرف أن انتقدي [لإسرائيل] يركز على بعض القضايا الحاسمة. إنه موجه بشكل خاص نحو السياسات الإسرائيلية بشأن غزة". زعم أردوغان أن تعليقات فبراير / شباط ليست معادية للسامية بل انتقاد لسياسات إسرائيل.

#### محاولات المصالحة
في 22 مارس 2013، اتصل نتنياهو بأردوغان واعتذر عن حادثة أسطول غزة. وعبرت الحكومة الإسرائيلية في بيان رسمي عن أسفها لتدهور العلاقات الثنائية ووصفت الحادث بأنه غير مقصود ومؤسف وشابته «أخطاء تشغيلية». أصدر أردوغان في وقت لاحق بيانًا يقبل فيه الاعتذار نيابة عن الشعب التركي. كما قالت إسرائيل إنها ستعوض عائلات الضحايا. أعلنت إسرائيل في البداية أن الدول وافقت على إعادة العلاقات الدبلوماسية الطبيعية، بما في ذلك عودة السفراء وإلغاء الإجراءات القانونية التركية الغيابية ضد القوات الإسرائيلية المشاركة في الغارة، ولكن تم حذف هذا البيان في وقت لاحق.
قال الرئيس الأمريكي باراك أوباما، الذي تزامنت زيارته لإسرائيل مع هذه الأحداث، وكان له الفضل في التوسط في المصالحة، إن الولايات المتحدة «تولي أهمية كبيرة لاستعادة العلاقات الإيجابية بين [إسرائيل وتركيا] من أجل دفع السلام والأمن الإقليميين إلى الأمام.»

#### مزيد من التوتر
في أغسطس 2013، قال أردوغان إن إسرائيل هي المسؤولة عن الإطاحة بمحمد مرسي في مصر. واستند في هذا الادعاء إلى شريط فيديو نشرته تسيبي ليفني وهي تتحدث للمفكر الفرنسي برنار هنري ليفي قال خلاله ليفي: «لن يكون الإخوان المسلمون في السلطة حتى لو فازوا في الانتخابات، لأن الديمقراطية ليست صندوق الاقتراع». ومع ذلك، بحسب حريت في الواقع قال ليفي: «إذا وصل الإخوان إلى مصر، فلن أقول أن الديمقراطية تريدها، فلندع الديمقراطية تتقدم. الديمقراطية ليست مجرد انتخابات، إنها أيضًا قيم... سأحث على منع [الإخوان المسلمين] من الوصول إلى السلطة، وبكل الوسائل».
وقالت وزارة الخارجية الإسرائيلية إن اتهام أردوغان كان «بياناً يستحق عدم التعليق عليه». رفضت الحكومة المؤقتة في مصر ادعاء أردوغان، ووصفته بأنه «لا أساس له»، و «محير للغاية»، واتهمت «هدفه [كان] بضرب وحدة المصريين».
مع فضيحة التورط التركي المزعوم في كشف عملاء إسرائيليين خاصين في إيران في أكتوبر 2013، تدهورت العلاقات بين إسرائيل وتركيا أكثر.

#### تطبيع العلاقات الدبلوماسية (2015–حتى الآن)

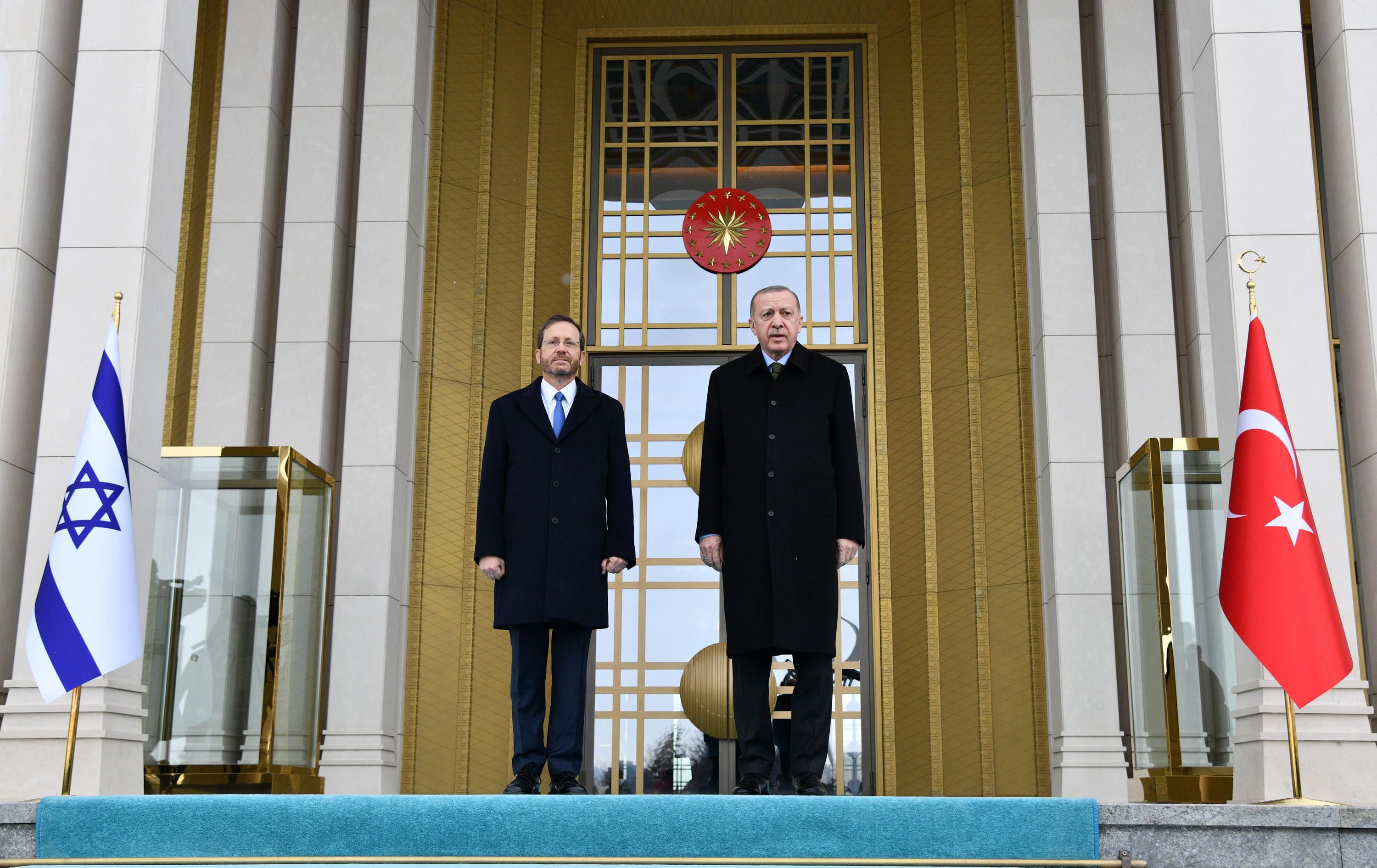
إسحاق هرتسوغ ورجب طيب أردوغان في أنقرة، 2022.

في كانون الأول/ديسمبر 2015، بدأت تركيا وإسرائيل محادثات لإعادة العلاقات الدبلوماسية. ومع ذلك ما زالت الخلافات مُستمرة بين الجانبين.

#### اعتراف الولايات المتحدة بالقدس
في 14 مايو 2018، بعد اعتراف الولايات المتحدة بالقدس عاصمة لإسرائيل واندلاع أعمال الشغب، اتهم أردوغان إسرائيل بارتكاب «إبادة جماعية» والتصرف مثل «دولة إرهابية». كما أعلنت الحكومة التركية حدادًا وطنيًا لمدة ثلاثة أيام. وفي اليوم التالي طردت تركيا السفير الإسرائيلي وسحبت سفيرها في تل أبيب للتشاور. رداً على ذلك، طردت إسرائيل القنصل التركي في القدس. أمر وزير الزراعة الإسرائيلي أوري أرييل بتجميد استيراد المنتجات الزراعية من تركيا.
على موقع تويتر، وصف رئيس وزراء إسرائيل بنيامين نتنياهو أردوغان بأنه أحد أكبر مؤيدي حماس واقترح ألا يبشر إسرائيل بالأخلاق. وصف أردوغان إسرائيل بدولة فصل عنصري احتلت أراضي شعب أعزل لأكثر من 60 عامًا في انتهاك لقرارات الأمم المتحدة. وقال إن يدي نتنياهو ملطختان بالدماء ويجب ألا يستر على جرائمه بمهاجمة تركيا.
في مؤتمر صحفي مشترك مع رئيس الوزراء البريطاني تيريزا ماي في لندن، قال أردوغان إن تركيا لن تقبل أبدًا بالقدس عاصمة لإسرائيل، ودعا المجتمع الدولي والأمم المتحدة إلى «العمل دون إضاعة الوقت ووقف هذا القمع» في فلسطين.
وكتب أردوغان على تويتر أن «حماس ليست منظمة إرهابية بل حركة مقاومة تدافع عن الوطن الفلسطيني ضد قوة محتلة». ورد نتنياهو أن «الرجل الذي يرسل آلاف الجنود الأتراك للاحتلال شمال قبرص وغزو سوريا لن يعظنا عندما ندافع عن أنفسنا من محاولة تسلل من قبل حماس». وأضاف أن «الرجل الذي تلطخت يداه بدماء عدد لا يحصى من المواطنين الأكراد في تركيا وسوريا هو آخر من يستطيع أن يعظنا بأخلاق القتال»، وقال أردوغان في مأدبة عشاء في أنقرة إنه «إذا استمر الصمت على الطغيان الإسرائيلي، فسوف ينجر العالم بسرعة إلى فوضى تسود فيها أعمال اللصوصية».
في 17 مايو، قال وزير الخارجية التركي مولود جاويش أوغلو إنه يجب إحالة إسرائيل إلى المحكمة الجنائية الدولية بسبب جرائمها ضد الإنسانية، وأن تركيا تقدم للفلسطينيين المساعدة القانونية لتحقيق هذه الغاية.
في 18 مايو، اجتمع قادة الدول الأعضاء في منظمة التعاون الإسلامي في إسطنبول لحضور قمة استثنائية دعت إليها تركيا للتضامن مع الشعب الفلسطيني للتنديد بنقل سفارة الولايات المتحدة إلى القدس. والاعتداءات الإسرائيلية على الفلسطينيين. في الوقت نفسه، تجمع الآلاف في ينيكابي في إسطنبول لإظهار التضامن مع الفلسطينيين، بمن فيهم رئيس الوزراء التركي بن علي يلدريم، وزعيم حزب الحركة القومية دولت بهجلي، وزعيم حزب الاتحاد الكبير مصطفى دستشي. في اليوم نفسه، تعرض صحفيان إسرائيليان، من إذاعة حداشوت، للدفع بقوة أثناء إجراء مقابلات مع السكان المحليين في ميدان تقسيم حول آرائهم حول الأحداث في غزة.
قال مرشح المعارضة الرئيسية في حزب الشعب الجمهوري محرم إينسيه إن على الحكومة أن تتخذ إجراءات صارمة ضد إسرائيل بدلاً من مجرد عقد تجمعات.
في 19 مايو، أطلقت تركيا حملة بعنوان «كن أمل فلسطين» تطالب الأتراك بالتبرع بالمال. وقال أكداغ إن هيئة إدارة الكوارث والطوارئ التركية ومنظمة الصحة العالمية سترسلان مساعدات طبية إلى غزة.

#### الهجوم التركي على القوات الكردية في سوريا
أدان نتنياهو الهجوم التركي 2019 على شمال شرق سوريا وحذر من التطهير العرقي للأكراد من قبل تركيا ووكلائها. وقال ان إسرائيل ستقدم مساعدات انسانية للاكراد.

#### الاتفاق البحري بين ليبيا وتركيا، وخط أنابيب إيست ميد، وحادثة «بات غاليم»
بعد اتفاق ديسمبر 2019 بين حكومة طرابلس في الحرب الأهلية الليبية الثانية وتركيا والذي سمح بنشر القوات البرية التركية في ليبيا ومد الحدود البحرية لتركيا المعلنة من الأناضول إلى شواطئ درنة وطبرق، أعلن وزير الخارجية يسرائيل كاتس معارضة إسرائيل لاتفاق الحدود البحرية بين أنقرة وطرابلس، وأكد أن الصفقة «غير شرعية» بحسب الموقف الإسرائيلي الرسمي، بينما أشار في الوقت نفسه إلى أن إسرائيل لا تفعل ذلك، ولا تريد صراعاً مع تركيا.
في وقت سابق من الشهر، طردت البحرية التركية سفينة أبحاث أوقيانوغرافية إسرائيلية كانت تعمل بموافقة الحكومة القبرصية في المياه القبرصية. أدى هذا التصرف، في سياق الصفقة مع حكومة الوفاق الوطني، إلى مخاوف إسرائيلية من أن تركيا تهدف إلى «إنشاء حدود بحرية بعرض البحر الأبيض المتوسط بأكمله» وقطع وصول إسرائيل إلى المياه الدولية عبر البحر الأبيض المتوسط، والتي تَمر من خلالها 99٪ من الصادرات الإسرائيلية. تفسر خبيرة الطاقة بريندا شافر خط أنابيب إيست ميد بين إسرائيل وقبرص واليونان (من المتوقع أن يكون قادرًا على تلبية 10٪ من احتياجات أوروبا من الغاز وتقليل الاعتماد على روسيا) كمحاولة مشتركة لاستبعاد تركيا من نادي الغاز «نادي ميد»، لكن قرار توقيع الاتفاق جاء رداً على الصفقة التركية الليبية.

#### تصريح يوسي كوهين، ونزاع ناغورنو كاراباخ وصعود تحالف مناهض لتركيا
في آب (أغسطس) 2020، صنف رئيس الموساد يوسي كوهين تركيا علانية على أنها تهديد جديد للسلام في المنطقة، وحتى تحديد عدد من الحلفاء ستحصل تركيا على دعم محتمل منهم مثل أذربيجان وقطر، فالأولى لديها علاقات قوية مع إسرائيل منذ التسعينيات.
أدى قرار إسرائيل بتطبيع العلاقات مع البحرين والإمارات العربية المتحدة عبر اتفاقيات إبراهيم إلى توتر علاقاتها مع تركيا، حيث اتهمت أنقرة علنًا الدولتين العربيتين بالتواطؤ في دعم إسرائيل ضد الفلسطينيين. رداً على ذلك، استضافت تركيا اثنين من قادة حماس، وهي خطوة أثارت إدانة من إسرائيل والولايات المتحدة.
خلال حرب مرتفعات قرة باغ 2020، دعمت إسرائيل علنًا أذربيجان، حليفة تركيا وإسرائيل. لكن بعد أن ألقت تركيا باللوم على إسرائيل في زعزعة الاستقرار في القوقاز، اتهم وزير الدفاع الإسرائيلي بيني غانتس تركيا بإشعال الحرب في المنطقة. كما نظرت إسرائيل في تعليق دعمها لأذربيجان كرد انتقامي.
بعد انتهاء صراع كاراباخ، صرح يعقوب عميدرور، وهو لواء متقاعد أمضى أكثر من 30 عامًا في مناصب عليا في الجيش والحكومة الإسرائيلية، لأول مرة أن النفوذ السياسي التركي في أذربيجان يمثل الآن تهديدًا لإسرائيل بسبب معارضة تركيا العلنية الأخيرة لعلاقات أذربيجان الجيدة مع إسرائيل وعلاقة تركيا السياسية والاقتصادية والثقافية القوية مع أذربيجان. وذكر أيضًا أن إسرائيل ليس لديها نية بشأن من يسيطر على كاراباخ، بل ترغب فقط في التعبير عن علاقات أفضل مع باكو لأن أذربيجان هي واحدة من الدول الإسلامية القليلة التي تعترف بإسرائيل. في السابق، حث السفير التركي عام 2011 أذربيجان على قطع العلاقات مع إسرائيل.

#### التوترات بين فرنسا والعالم الإسلامي
قارن الرئيس التركي أردوغان، في أعقاب تصريح الرئيس الفرنسي إيمانويل ماكرون، بوضع المسلمين في أوروبا اليوم بوضع اليهود في الحرب العالمية الثانية. وقد نُدد هذا البيان في إسرائيل، التي أشارت إلى غياب الحكومة التركية عن إبداء التضامن مع فرنسا في أعقاب مقتل مدرس اللغة الفرنسية مقتل صموئيل باتي، وكذلك اتهام الحكومة التركية بتضخيم الموقف والإشارة إلى الخلافات بين السياسة النازية في الحرب العالمية الثانية و«النضال» الفرنسي ضد التطرف الإسلامي. أشار الصحفي الباكستاني الذي يعمل في هآرتس، كونوار خولدون شهيد، إلى أن الحكومة التركية تمجد علانية عمليات القتل الجماعي ضد غير المسلمين بينما تحاول إشاعة الكفر والنفاق من خلال إساءة استخدام المحرقة لتحقيق مكاسب سياسية.

## العلاقات بعد الحرب على غزة وهجمات أسطول الحرية
بعد تسريب تقرير بعثة تقصي الحقائق الأممية في أحداث أسطول الحرية، قامت تركيا بطرد سفير إسرائيل لديها، وأعلنت تجميد الاتفاقيات العسكرية مع إسرائيل، وقال وزير التركي أن تركيا ستلجأ إلى محكمة العدل الدولية لكي تقرر مشروعية الحصار التي تفرضه إسرائيل على قطاع غزة. ثم أعلن رجب طيب أردوغان تعليق العلاقات التجارية والعسكرية في مجال الصناعات الدفاعية، وقال أن وجود السفن الحربية التركية سيزداد في منطقة شرق البحر المتوسط. وهدد بعقوبات أخرى إذا لم تعتذر إسرائيل عن مقتل المواطنين الأتراك. وقال أحد مستشاريه أن المقصود في التعليق هو التجارة الثنائية في مجال صناعة الأسلحة، وليس التجارة عمومًا. وفي 8 أيلول/سبتمبر، 2011 أعلن أردوغان أن سفن الحربية التركية سترافق أي قافلة مساعدات تركية متجهة إلى قطاع غزة، وطالب إسرائيل بإعادة 6 طائرات من دون طيار، كان قد تم الاتفاق على تصليحها، ولم تعد في الوقت المحدد.

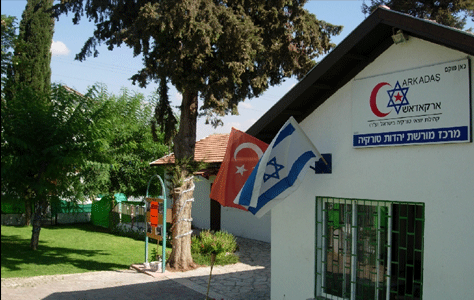
جمعية Arkadaş في مدينة يهود بإسرائيل

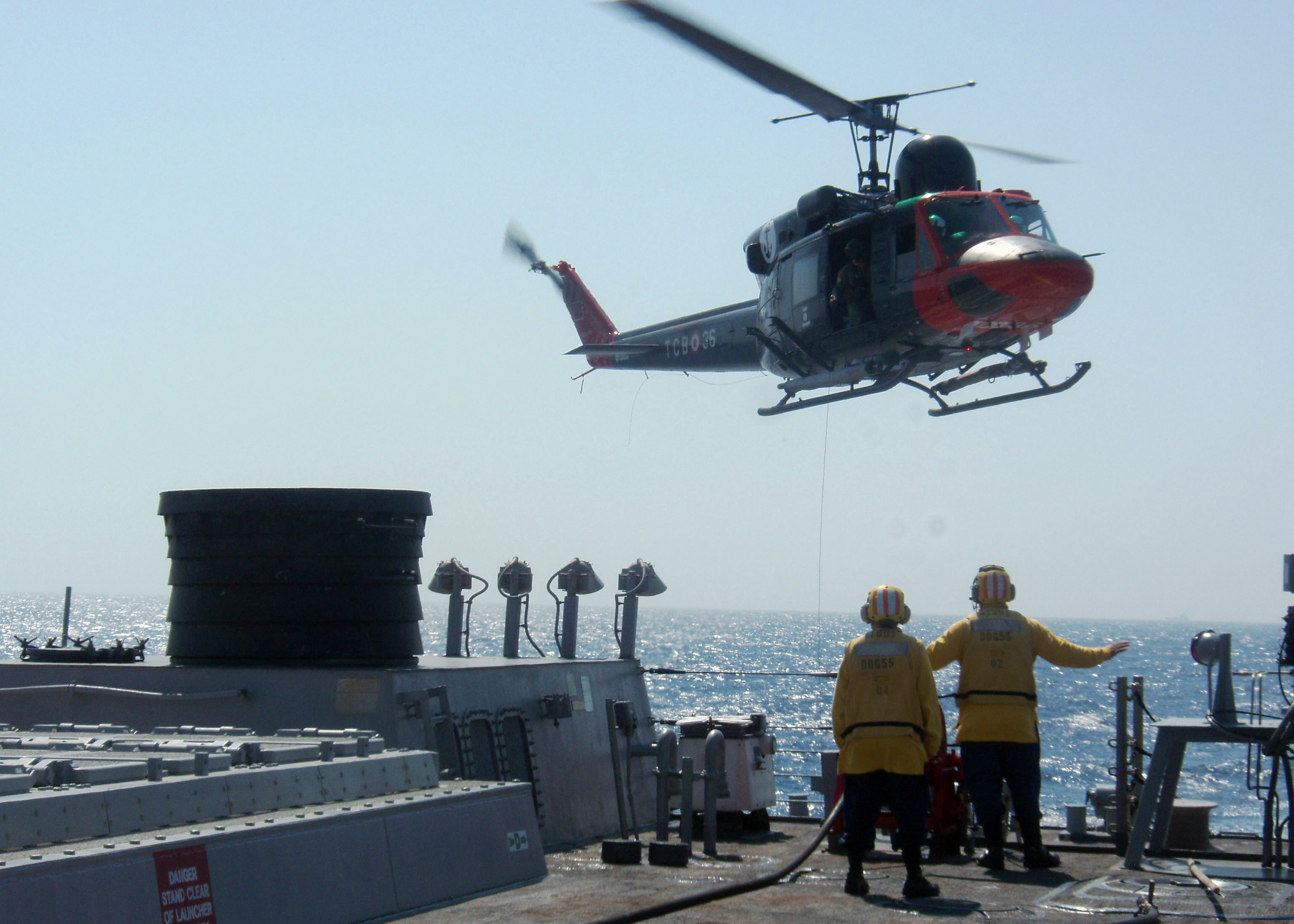
التدريب الأمريكي-الإسرائيلي-التركي السنوي، 2009

في 22 مارس 2013 قدم رئيس الوزراء الإسرائيلي بنيامين نتنياهو اعتذاراً رسمياً لنظيره التركي رجب طيب أردوغان خلال مكالمة هاتفية على الهجوم واعترف بحدوث «بعض الأخطاء العملية» وتعهد بدفع التعويضات لأسر الضحايا، مقابل الاتفاق على عدم ملاحقة أي جهة قد تكون مسؤولة عن الحادث قانونياً. واتفق الجانبان على تبادل السفراء وتطبيع العلاقات، وذلك خلال مكالمة هاتفية شجع عليها الرئيس الأمريكي باراك أوباما خلال زيارته إلى إسرائيل في تلك الفترة.

### الحرب على غزة في أعقاب عملية طوفان الأقصى
في 28 أكتوبر 2023 اتّهم الرئيس التركي رجب طيب أردوغان الدول الغربية بالمسؤولية عن مجازر الإبادة التي ترتكبها قوات الاحتلال الإسرائيلي في قطاع غزة، مؤكدًا أن أنقرة تحضّر لإعلان إسرائيل مجرمة حرب أمام العالم. وعلى الفور أعلنت إسرائيل استدعاء ممثليها الدبلوماسيين بتركيا. وقال في خطاب أمام مظاهرة حاشدة لنصرة غزة في إسطنبول، إن مَن كانوا يسكبون دموع التماسيح على أوكرانيا يصمتون الآن إزاء ما يجري في غزة. وأضاف أردوغان: «نحن لا نُندّد هنا بالمجزرة الحاصلة في غزة فحسب؛ بل ندافع -أيضا- عن استقلالنا ومستقبلنا». وأكد الرئيس التركي أن إسرائيل ليس لديها أدنى اكتراث بشأن قتل المدنيين في غزة، وهم يقولون بكل صراحة ووضوح: "نحن نعرف القتل جيدا"، لكنهم سيدفعون ثمن ذلك باهظا. وشدد على أن إسرائيل دولة احتلال، وما تفعله ليس دفاعا عن النفس، بل مجزرة واضحة ودنيئة تهدف للقضاء على سكان غزة بشكل جماعي، عن طريق التجويع والعطش وتدمير خدماتهم الصحية.
وفي 27 ديسمبر 2023، قال أردوغان إن نتنياهو «لا يختلف عن أدولف هتلر»، وشبّه الهجمات التي تشنها إسرائيل على قطاع غزة بـ«معاملة النازيين لليهود». وأضاف أن نتنياهو "أكثر ثراء من هتلر، يتلقى شتى أنواع الدعم من الغرب والولايات المتحدة".
في وقت لاحق قال أردوغان أن إسرائيل "تمارس وحشية تفوق تلك التي اقترفها الزعيم النازي أدولف هتلر" وأن غزة اليوم تحولت إلى "أكبر معسكر إبادة في العالم" وأن قادة الغرب والمنظمات المنوط بها ضمان الأمن الدولي "يشاهدون الوحشية في غزة عن بعد منذ نحو 300 يوم". وفي 28 يوليو، صرّح أردوغان أن "تركيا قد تتدخل عسكرياً في إسرائيل،كما دخلت في السابق ليبيا وقرة باغ".علّق وزير الخارجية الإسرائيلي يسرائيل كاتس على تصريحات أردوغان هذه قائلاً، إن "أردوغان يسير على خطى صدام حسين ويهدد بمهاجمة إسرائيل". وتعقيباً على هذه الحرب الكلامية نقلت وكالة أنباء الأناضول التركية، عن وزارة الخارجية التركية قولها: "كيفما كانت نهاية مرتكب الإبادة الجماعية هتلر، كذلك ستكون نهاية مرتكب الإبادة الجماعية نتنياهو"، مؤكدة أن "الإنسانية ستقف إلى جانب الفلسطينيين".
وفي 9 أبريل 2024 أعلنت وزارة التجارية التركية تقييد تصدير 54 منتجاً إلى إسرائيل اعتبارًا من نفس اليوم وحتى تعلن تل أبيب وقفًا فوريًا لإطلاق النار في غزة، وتسمح بتقديم مساعدات كافية ومتواصلة للفلسطينيين. وتعهدت إسرائيل باتخاذ تدابير ضد تركيا متهمة إياها بانتهاك الاتفاقيات التجارية بين البلدين من جانب واحد وأكدت أنها سترد بالمثل بفرض قيود تجارية على منتجات قادمة من تركيا.

## السفراء

### سفراء تركيا في تل أبيب[149]
| التعيين/الاعتماد | الاسم                 | غادر المنصب    |
| ---------------- | --------------------- | -------------- |
| 1 مايو 1992      | أونور جوكشه           | 31 مايو 1995   |
| 1 يونيو 1995     | بارلاس أوزينر         | 31 يوليو 1999  |
| 1 أغسطس 1999     | أحمد أوزومجو          | 30 يونيو 2002  |
| 30 يونيو 2002    | فريدون سنيرلي أوغلو   | 7 يناير 2007   |
| 21 يناير 2007    | نامق تان              | 30 سبتمبر 2009 |
| 22 أكتوبر 2009   | أحمد أوغوز تشليكول    | 16 نوفمبر 2010 |
| 4 فبراير 2014    | دوغان فرحات ايشيك     | 4 فبراير 2014  |
| 1 سبتمبر 2015    | جيم أوتكان            | 9 ديسمبر 2016  |
| 10 ديسمبر 2016   | مكين مصطفى كمال أوكيم | 16 أبريل 2021  |

## هوامش
1. ↑  Reliant Mermaid Exercise
2. ↑  Operation Orchard

## وصلات خارجية
- الموقع الرسمي للتجمع التركي في إسرائيل
- سفارة إسرائيل في أنقرة، تركيا